# Редькине озеро
Озеро Редькине, також Міністерське озеро, Міністерка — озеро антропогенного походження у Києві, на півночі Оболоні, площею 0,45 км² (45,1 га). Створене в результаті заповнення водою кар'єру гідронамиву.
Має витягнуту форму з півночі на південь. Дно нерівне. Середня глибина 8-9 метрів, максимальна — 14 метрів. В озері водяться різні види риби, в тому числі можна зустріти щуку, коропа, плотву, окуня.
Береги покриті очеретом, на заході, що межує з лісом Пущі Водиці, є великий піщаний пляж.

## Історія
Назва виникла від хутора Редькина, що розташовувався поряд наприкінці 19 століття. Можливо, на території сучасного озера існувало старе озеро ще в той час. Сучасний вигляд озеро набуло у 1970-і роки.
У 1960-х (за іншими даними у 1936-у) біля озера збудували урядовий санаторій. Через це озеро отримало другу назву — Міністерське.
Після розпаду СРСР санаторій та землі навколо перейшли Державному управлінню справами Президента. Довгий час значна територія берегу з пляжем була огороджена бетонним парканом. Паркан знесли активісти у 2014-му.
У лютому 2017-го комісія з питань містобудування Київської міської ради узгодила створення парку відпочинку навколо озера. Площа парку має становити 30,45 га.

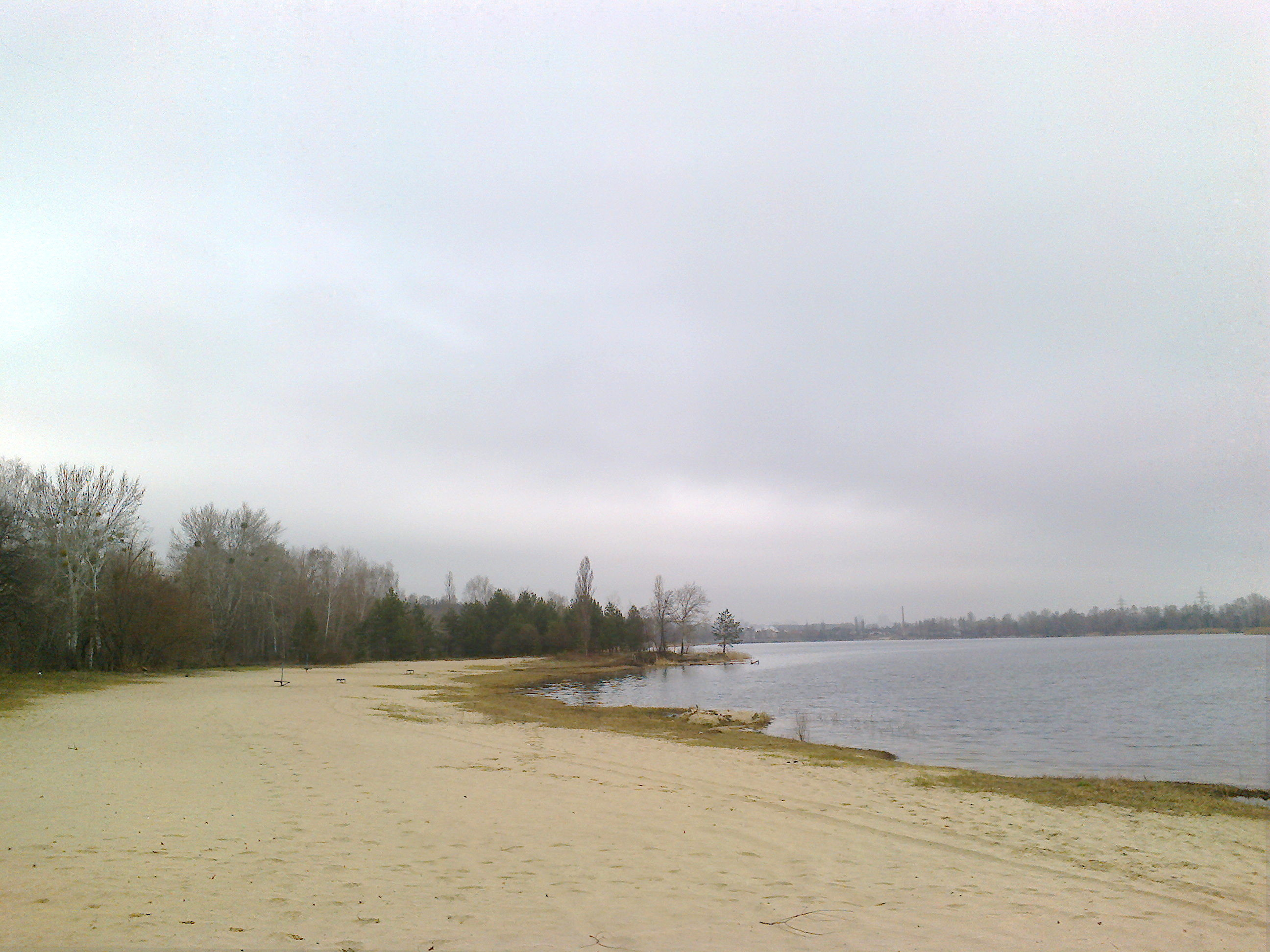
Пляж у озера
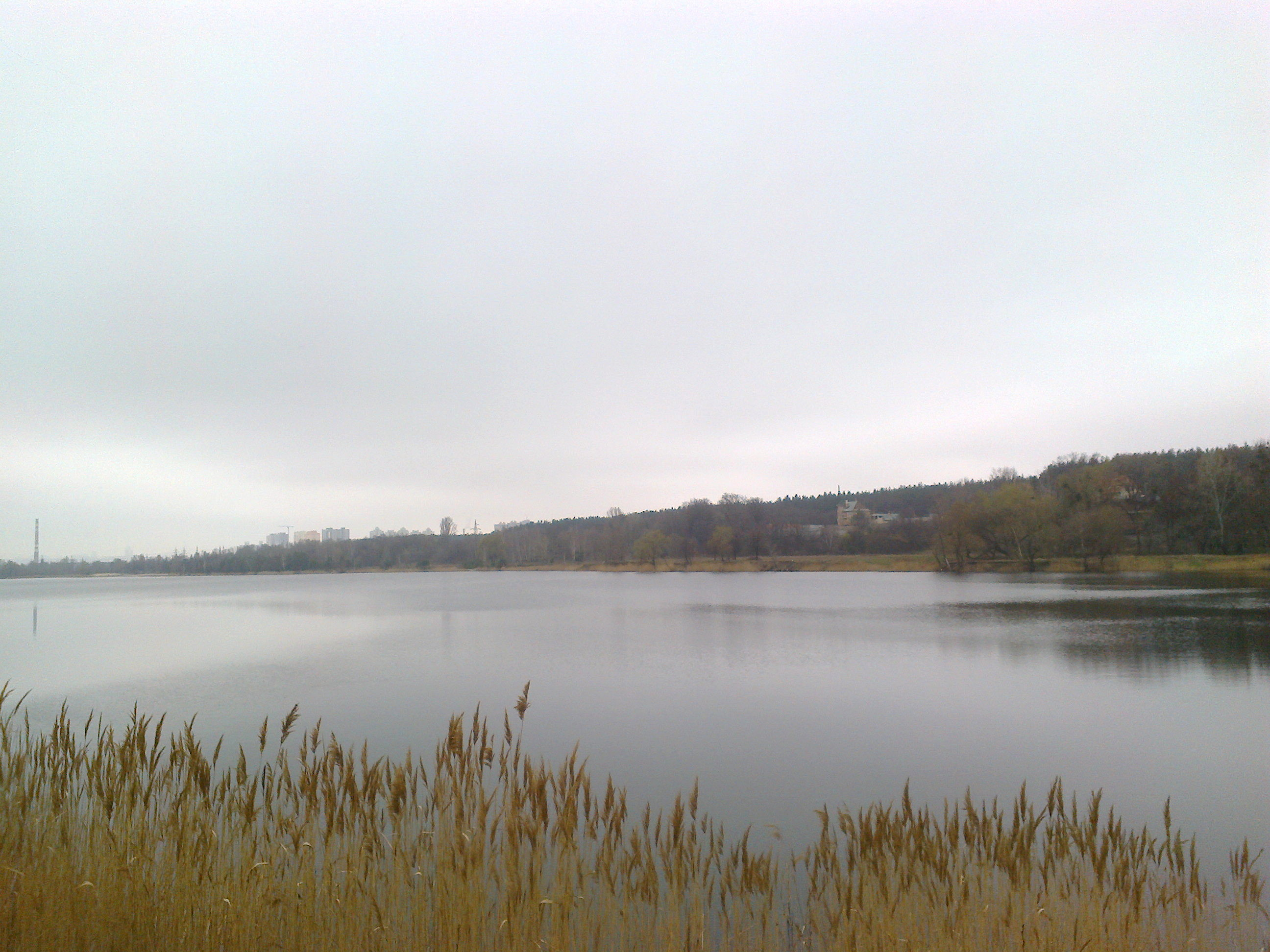